# Les Piards
Les Piards là một xã trong vùng hành chính Franche-Comté, thuộc tỉnh Jura, quận Saint-Claude, tổng Saint-Laurent-en-Grandvaux. Tọa độ địa lý của xã là 46° 29' vĩ độ bắc, 05° 49' kinh độ đông. Les Piards nằm trên độ cao trung bình là 915 mét trên mực nước biển, có điểm thấp nhất là 884 mét và điểm cao nhất là 1030 mét. Xã có diện tích 5.29 km², dân số vào thời điểm 1999 là 176 người; mật độ dân số là 33 người/km².

## Thông tin nhân khẩu
| 1962 | 1968 | 1975 | 1982 | 1990 | 1999 |
| ---- | ---- | ---- | ---- | ---- | ---- |
| 130  | 141  | 132  | 135  | 132  | 176  |

## Địa điểm tham quan
Nhà thờ Saint-Rémy được khánh thành năm 1498.